# Jim Reid
Jim Reid (Glasgow, 29 de dezembro de 1961) é um músico escocês. Ele é o vocalista da banda britânica de rock alternativo The Jesus and Mary Chain, que ele formou com seu irmão e guitarrista William Reid.

## Carreira musical

### The Jesus and Mary Chain
Junto ao Jesus and Mary Chains ele lançou 6 álbuns de estúdio antes de se separarem em 1999, retornando em Março de 2007.

### Solo
Jim Reid lançou seu primeiro single solo "Song For A Secret" em 2005 na etiqueta do transistor e lançou um acompanhamento chamado Dead End Kids em Julho de 2006 também no transistor. Desde Abril de 2006, ele foi tocar com uma banda nova que continha Phil King (Felt, Lush, Jesus and Mary Chain) na guitarra, Loz Colbert (Ride) na bateria, e Mark Crozer no baixo. A banda já se apresentou seu novo material em vários shows de baixa-chave, incluindo Whelans em Dublin e, mais recentemente, a Carling Bar Academy Islington.

## Vida pessoal
Reid nasceu em East Kilbride, um subúrbio de Glasgow, e estudou na Hunter High School. Atualmente ele mora em Sidmouth, Devon, com sua esposa Julie Reid e tem duas filhas, Candice e Simone.